# Buxeno
Nella mitologia celtica, Buxeno (Busseno) era il dio del bosso, venerato inizialmente in Gallia insieme a Abellio, Fagus e Robur.